# Им Джон Хва
Им Джон Хва (кор. 임정화; род. 7 декабря 1986, Ульсан) — южнокорейская тяжелоатлетка, выступавшая в весовой категории до 48 кг. Серебряный призёр Олимпийских игр и участница чемпионатов мира.

## Биография
Им Джон Хва родилась 7 декабря 1986.

## Карьера
Им Джон Хва выступала на чемпионате мира среди юниоров 2005 года. В весовой категории до 58 кг она подняла 212 кг и заняла второе место.
На чемпионате мира 2007 года в Чиангмае она стала восьмой в весовой категории до 53 кг с результатом 200 кг (87 + 113). 
На летних Олимпийских играх 2008 в Пекине завоевала серебро в весовой категории до 48 кг после дисквалификации чемпионки Чэнь Сеся и призёра Сибель Озкан.
На чемпионатах мира 2009 и 2010 годов в категориях до 48 кг становилась пятой, показав результаты 188 кг и 180 кг, соответственно.
На чемпионате Азии 2012 стала десятой.
На Азиатских играх 2014 с результатом 174 кг стала седьмой (78 + 96). Также седьмые места заняла на чемпионатах мира 2014 и 2015 годов, подняв 173 кг и 188 кг, соответственно.